# قسط بيكي
قسط بيكي (الاسم العلمي:Costus beckii) هو نوع من النباتات يتبع جنس القسط من الفصيلة القسطية.